# Église Saint-Joseph-et-Sainte-Marie-Madeleine de Wurtzbourg
L’église Saint-Joseph-et-Sainte-Marie-Madeleine de Wurtzbourg est une église catholique romaine de Wurtzbourg.

## Histoire
Le bâtiment baroque en forme de croix à la façade bien structurée est l’église du Carmel de Wurtzbourg. L'église de l'ordre de Sainte-Marie-de-Magdala est mentionnée pour la première fois en 1227. Elle disparaît lors de la Réforme au milieu du XVIe siècle. En 1627, le monastère vide et délabré est remis à l'ordre des Carmes déchaux. La construction de l'église et du couvent ne peut être réalisée qu'après la guerre de Trente Ans. Le sculpteur de Würzburg, Gregor Diemeneck, réalise en 1655 une statue de Joseph sur le façade orientale du monastère.
Peut-être aussi, comme les biens de la communauté religieuse appartiennent à une banque viennoise, le monastère n'est pas sécularisé en 1803 et reste comme les trois autres ordres mendiants de la ville protégés de la laïcisation.
Le 16 mars 1945, les voûtes de l'église, qui servent d'abri antiaérien en 1944, sont détruites par des bombes ou par un orage, le mobilier (notamment des retables de Johann Baptist Ruel, Oswald Onghers et Johann Christoph Storer) brûle presque complètement. Jusqu'en 1950, le bâtiment est reconstruit et équipé de manière simple et provisoire au cours des années suivantes. L'établissement d'un autel a lieu en 1967.
Une rénovation de l'église commence en 1976 et ne s'achève qu'en 2001. Le sculpteur et peintre Paul Nagel crée l'autel, l'ambo, le ciborium, le tabernacle et avec Alain Creunier le grand tableau du chœur dans un langage de conception postmoderne d'inspiration baroque.

## Source
- (de) Cet article est partiellement ou en totalité issu de l’article de Wikipédia en allemand intitulé « St. Joseph und St. Maria Magdalena (Würzburg) » (voir la liste des auteurs).